# Gur Ben-David
Gur Ben-David (in ebraico גור בן-דוד‎?; Gerusalemme, 15 aprile 1952) è un ex cestista israeliano.

## Carriera
Con Israele ha partecipato ai Campionati europei del 1973.